# 珠星擬赤稍魚
珠星擬赤稍魚（学名：Pseudaspius hakonensis），又稱珠星三块鱼，为輻鰭魚綱鲤形目雅羅魚科擬赤稍魚的鱼类。该物种于1877年由阿尔伯特·甘瑟首先描述及命名，分布于日本以及图们江水系等，是本屬分布最廣的物種，體長可達50公分，體重可達1.5公斤，壽命可達8年，棲息在溪流和沿海淡水及半鹹水水域，屬雜食性，以底棲性無脊椎動物為食，生活習性不明。该物种的模式产地在蘆之湖。